# Chi Tâm mộc
Chi Tâm mộc (danh pháp khoa học: Cordia) là một chi thực vật có hoa trước đây được xếp trong phân họ Cordioideae của họ Mồ hôi (Boraginaceae) nhưng gần đây được chuyển sang họ Tâm mộc (Cordiaceae). Nó chứa khoảng 200-250 loài cây bụi và cây gỗ, được tìm thấy rộng khắp thế giới, chủ yếu trong khu vực ôn đới ấm. Các loài có ở Việt Nam được gọi chung trong tiếng Việt là tâm mộc.
Tên chi là để vinh danh nhà thực vật học kiêm nhà dược học người Đức Valerius Cordus (1515-1544). Giống như phần lớn các loài trong họ Boraginaceae, phần lớn các loài có lông trên lá. Nhiều loài có hoa thơm và đẹp, mặc dù hoa không bền. Một số loài nhiệt đới có quả ăn được.

## Phân loại
Phân loại chi Cordia là phức tạp và gây mâu thuẫn. Gottschling et al. (2005) viết rằng một phần điều này là do "sự biến thiên nội loài là cực kỳ cao" trong một số nhóm loài, làm cho việc nhận dạng gặp khó khăn, và một phần là do các đơn vị phân loại mới từng được "mô tả dễ dãi trên nền tảng các mẫu vật phòng mẫu cây được bảo tồn kém".

### Một số loài
- Cordia africana Lam., 1792– Tâm mộc châu Phi, tâm mộc trắng.
- Cordia alba (Jacq.) Roem. & Schult., 1819– Tâm mộc trắng.
- Cordia alliodora (Ruiz & Pav.) Oken, 1841– Du Tây Ban Nha, nguyệt quế Ecuador[6]
- Cordia bantamensis Blume, 1826–Tâm mộc, bàn tâm, ông bầu, ngút.
- Cordia boissieri A.DC., 1845– Anacahuita, ô liu Texas. Miền nam Texas, miền bắc Mexico.
- Cordia cochinchinensis Gagnep., 1914–Ngát, ông bầu.
- Cordia curassavica (Jacq.) Roem. &Schult.,1819–Tâm mộc Curaçao, xôn đen, xôn dại.
- Cordia dichotoma G.Forst, 1786–Thiên đầu thống, hồ, tâm mộc hai ngả, trái keo, lá trắng, lá bạc, tâm mộc Wallich, tâm mộc thơm, cây bẫy chim. Nhiệt đới châu Á và Australasia.[7]
- Cordia grandis Roxb., 1824– Tâm mộc to, ngút to, chua ngút to.
- Cordia leucophlyctis Hook f., 1847. Đặc hữu quần đảo Galápagos.
- Cordia lutea Lam., 1791 – Tâm mộc vàng. Miền tây Nam Mỹ, gồm cả quần đảo Galápagos.
- Cordia monoica Roxb., 1796.
- Cordia myxa L., 1753–Tâm mộc nhớt, tâm mộc nhẵn, thiên đầu thống, mận Assyria. Nam Á, Đông Nam Á.
Cordia domestica được một số nguồn coi là loài tách biệt, trong khi một số nguồn khác coi là C. myxa var. domestica.[8] Cordia obliqua Willd., 1794 từng được đặt trong "tổ hợp loài Cordia myxa",[9] hoặc được coi như là đồng nghĩa của Cordia dichotoma.[10]
- Cordia platythyrsa Baker, 1894
- Cordia rupicola Urban, 1899– Tâm mộc Puerto Rico. Đặc hữu Puerto Rico.
- Cordia sebestena L., 1753– Cây Geiger, cây Geiger lá to. Miền nam Florida, Đại Antilles, Trung Mỹ.
- Cordia sinensis Lam., 1792 (= C. gharaf) – Tâm mộc lá xám. Đông Phi, tiểu lục địa Ấn Độ.
- Cordia subcordata Lam., 1792–Tâm mộc hình tim. Châu Phi, Nam Á, Đông Nam Á, bắc Australia, các đảo trên Thái Bình Dương.
- Cordia sulcata DC., 1845– Tâm mộc nhớt, tâm mộc trắng.

### Chuyển đi
- Ehretia microphylla Lam., 1792 (như là Cordia retusa Vahl, 1791)[11]

## Sinh thái học
Các loài Cordia bị một số loài sâu bướm (Lepidoptera) phá hại, như Endoclita malabaricus, Bucculatrix caribbea và Bucculatrix cordiaella. Loài bọ rùa ô liu hoang dã (Physonota alutacea) cũng phá hại C. boissieri, C. alba, C. inermis và C. curassavica.

## Sử dụng

### Cây cảnh
Nhiều loài tâm mộc có hoa thơm và sặc sỡ và được trồng phổ biến trong nhiều khu vườn, mặc dù chúng không phải là những loài chịu được rét.

### Thực phẩm
Một số loài nhiệt đới có quả ăn được. Tại Ấn Độ, quả của các loài bản địa được sử dụng như là rau, tươi hoặc nấu chín hoặc ngâm, được biết đến dưới nhiều tên gọi như lasora trong tiếng Hindi. Một loài như vậy là tâm mộc hai ngả (C. dichotoma), được gọi là gunda hay tentidela trong tiếng Hindi và lasura trong tiếng Nepal.  Quả tâm mộc hai ngả được gọi là phá bố tử 破布子 (pò bù zì), thụ tử tể 樹子仔 (shù zì zì) hay  thụ tử 樹子(shù zì) ở Đài Loan nơi chúng được ăn ở dạng ngâm.

### Gỗ
Gỗ của một vài loài Cordia được thu hoạch ở quy mô thương mại. Nguyệt quế Ecuador (C. alliodora), ziricote (C. dodecandra), du Tây Ban Nha (C. gerascanthus) và C. goeldiana được sử dụng làm đồ nội thất và cửa tại Trung và Nam Mỹ.
Ziricote và bocote đôi khi được sử dụng như là gỗ làm thùng đàn guitar. Nhạc công Richard Thompson sử dụng loại đàn guitar Lowden F-35C RT Richard Thompson Signature Model với lưng và hông thùng đàn làm từ gỗ ziricote. Tương tự, vỏ một số loại trống được làm từ gỗ C. africana, C. millenii và C. platythyrsa do sự âm vang của gỗ.

## Thư viện ảnh

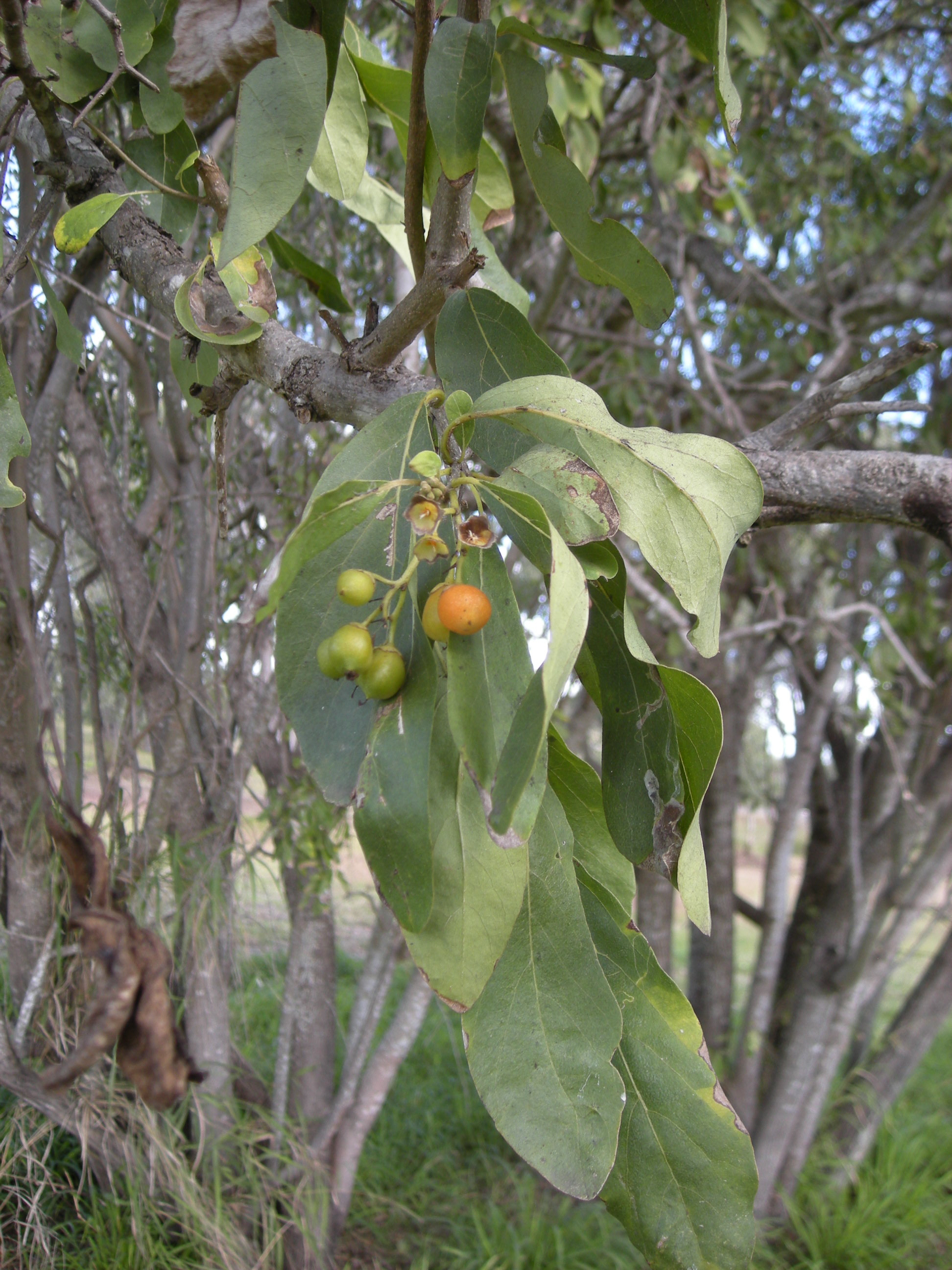
Lá và quả C. sinensis.
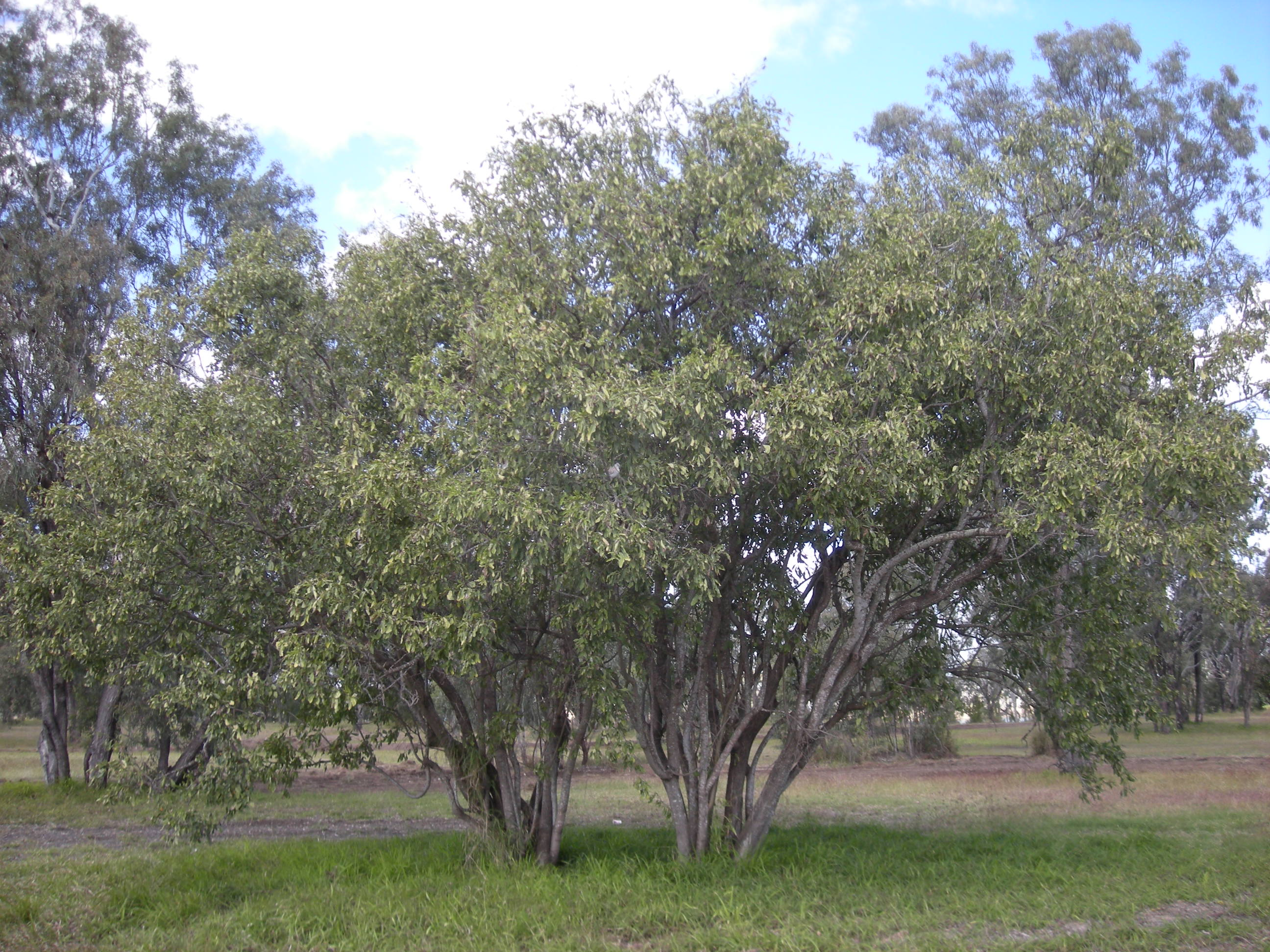
Cây C. sinensis.
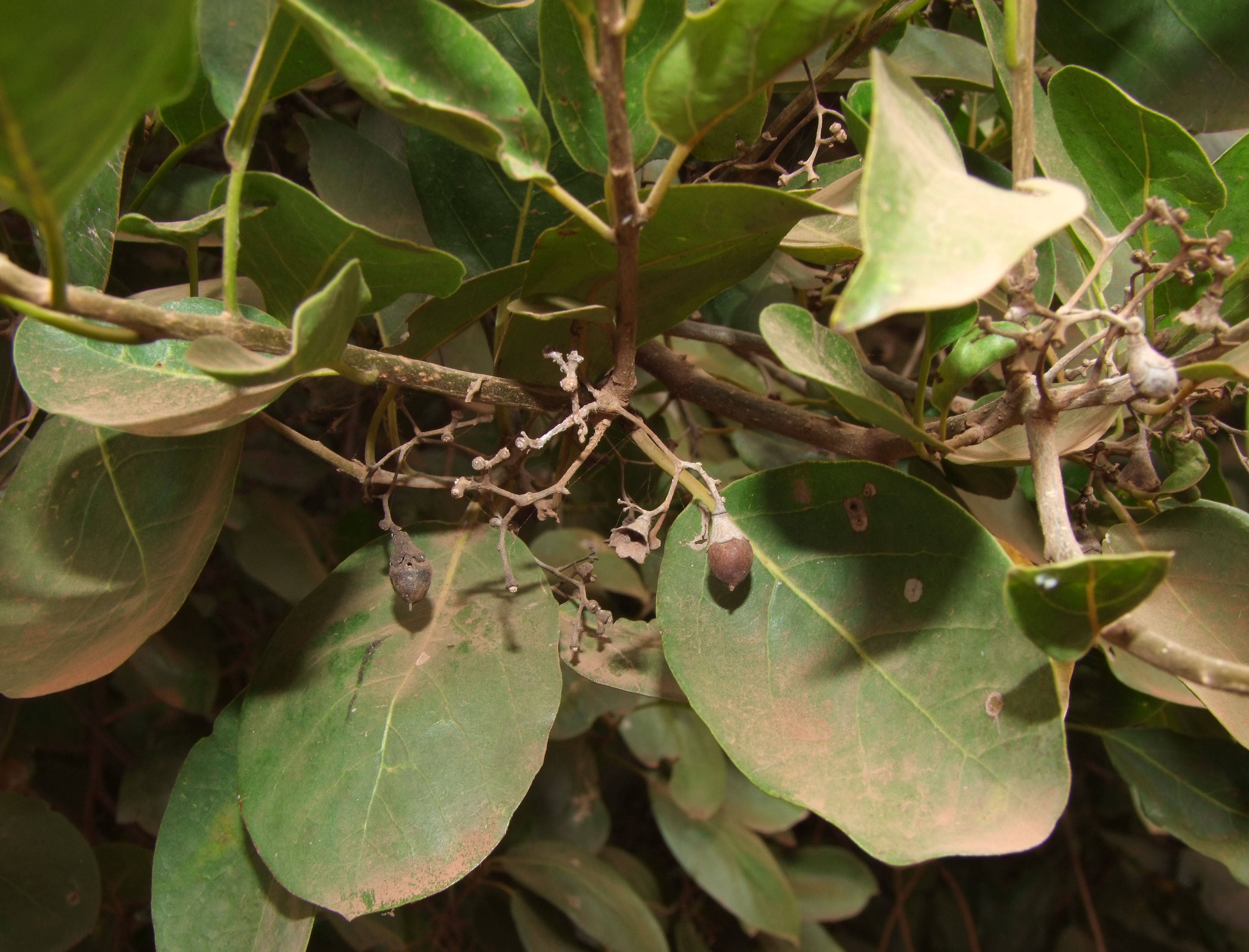
Quả C. goetzei.